# Abel Vera
Abel Vera ist ein ehemaliger uruguayischer Radrennfahrer.
Vera war im Jahr 1941 Gesamtsieger der Vuelta Ciclista del Uruguay bei der zweiten Austragung dieser Veranstaltung. Der für den Cicles Club Mercedes startende Vera verwies dabei Elbio Barrios und Atilio François auf den zweiten und dritten Rang des Gesamtklassements. Zudem feierte er auf der zweiten und der dritten Etappe den Tagessieg.